# Courcelles-le-Comte
Courcelles-le-Comte ist eine französische Gemeinde mit 479 Einwohnern (Stand: 1. Januar 2022) im Département Pas-de-Calais in der Region Hauts-de-France. Sie gehört zum Arrondissement Arras und zum Kanton Bapaume. Die Einwohner werden Courcellois genannt.

## Geographie, Infrastruktur
Die Gemeinde Courcelles-le-Comte liegt etwa 14 Kilometer südlich von Arras. Umgeben wird Courcelles-le-Comte von den Nachbargemeinden Moyenneville im Norden, Hamelincourt im Nordosten, Ervillers im Osten, Gomiécourt im Osten und Südosten, Achiet-le-Grand im Süden, Achiet-le-Petit im Südwesten sowie Ablainzevelle im Westen.
Courcelles-le-Comte hat einen Bahnhof.

## Bevölkerungsentwicklung
| Jahr                       | 1962 | 1968 | 1975 | 1982 | 1990 | 1999 | 2006 | 2013 | 2022 |
| Einwohner                  | 505  | 501  | 419  | 412  | 409  | 421  | 451  | 447  | 479  |
| Quellen: Cassini und INSEE |      |      |      |      |      |      |      |      |      |

## Sehenswürdigkeiten
- Kirche Saint-Sulpice, nach dem Ersten Weltkrieg erbaut
- französischer Nationalfriedhof
- britischer Soldatenfriedhof
- Reste der alten Burg

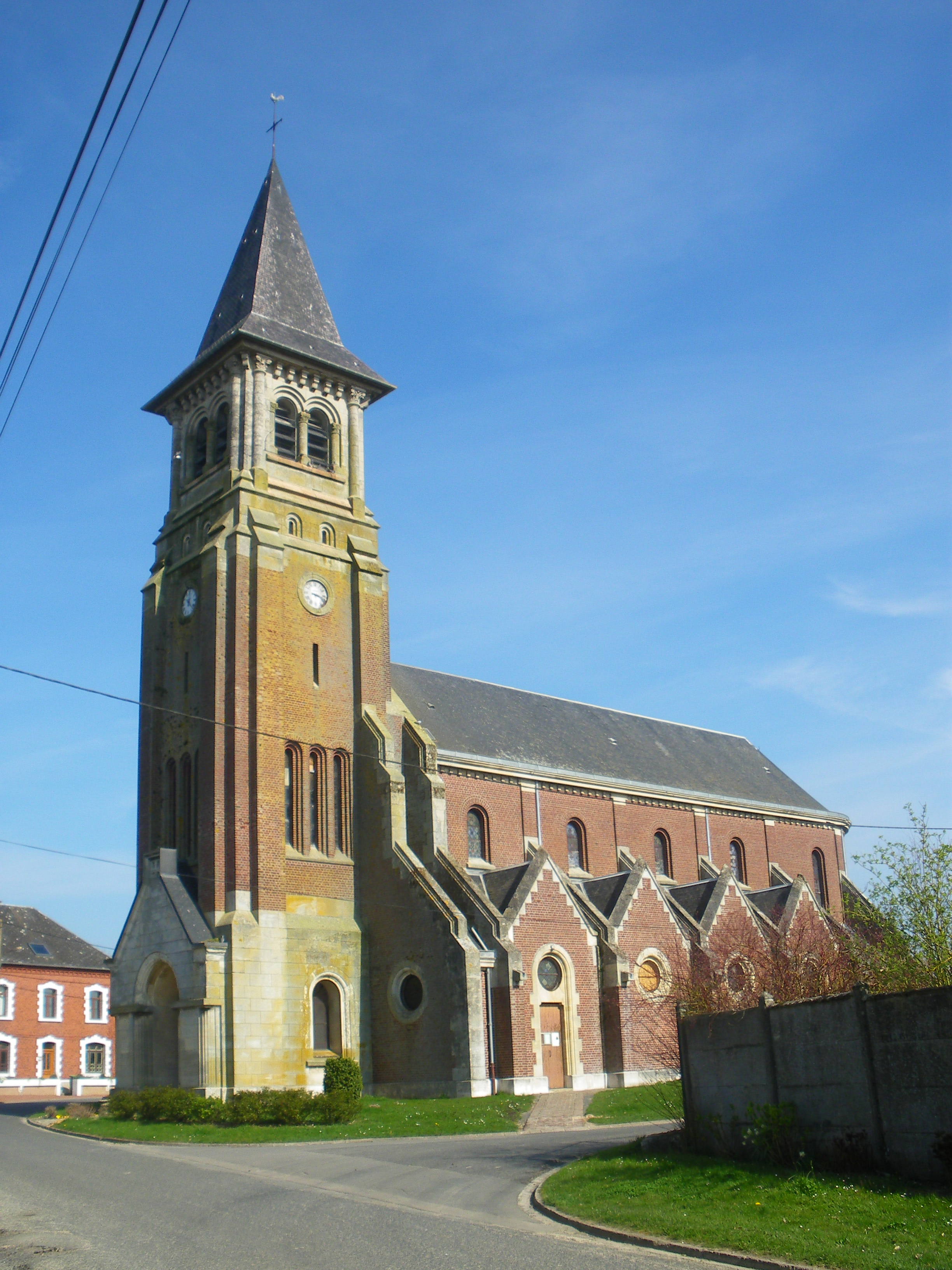
Kirche Saint-Sulpice
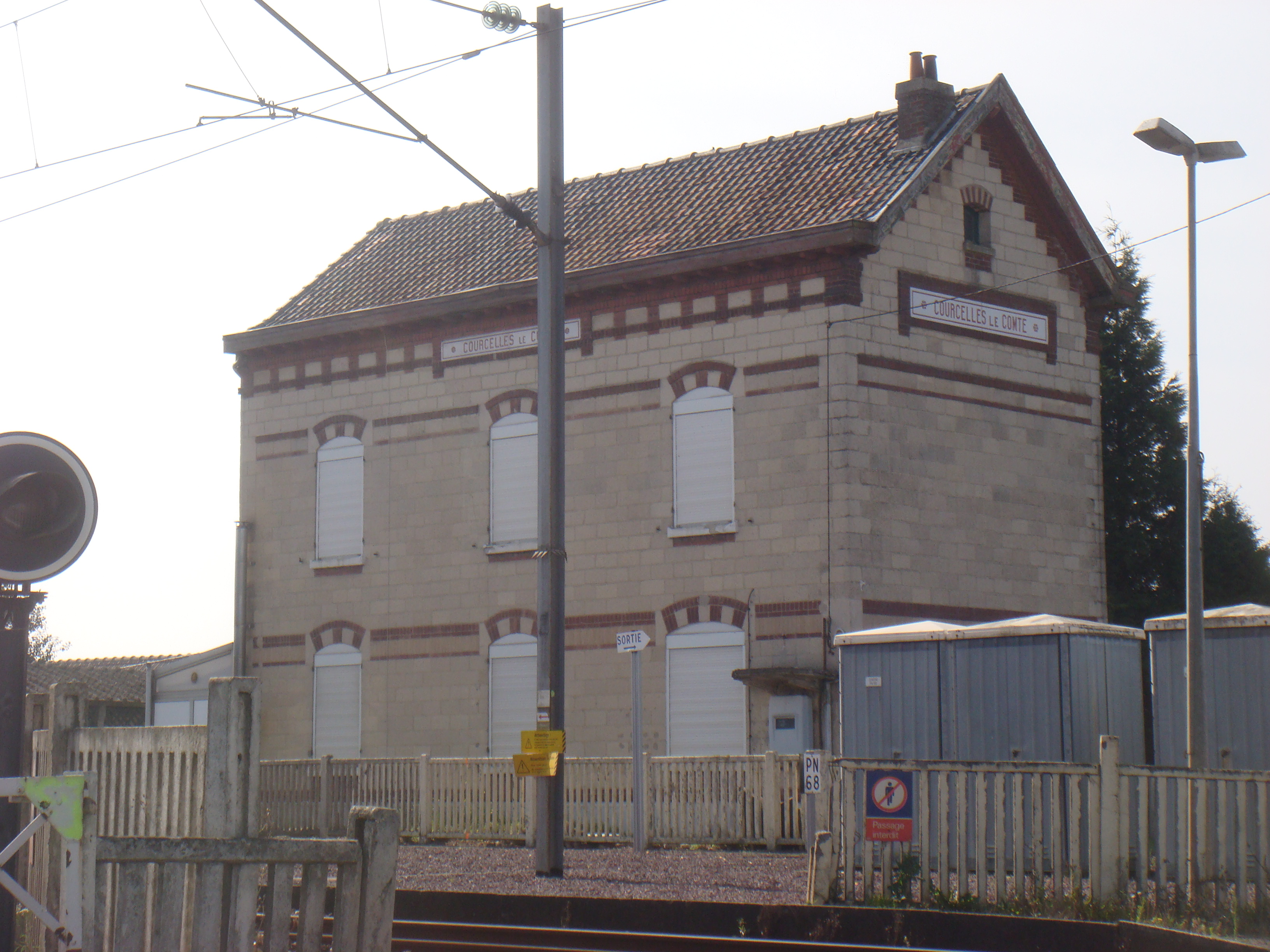
Bahnhof
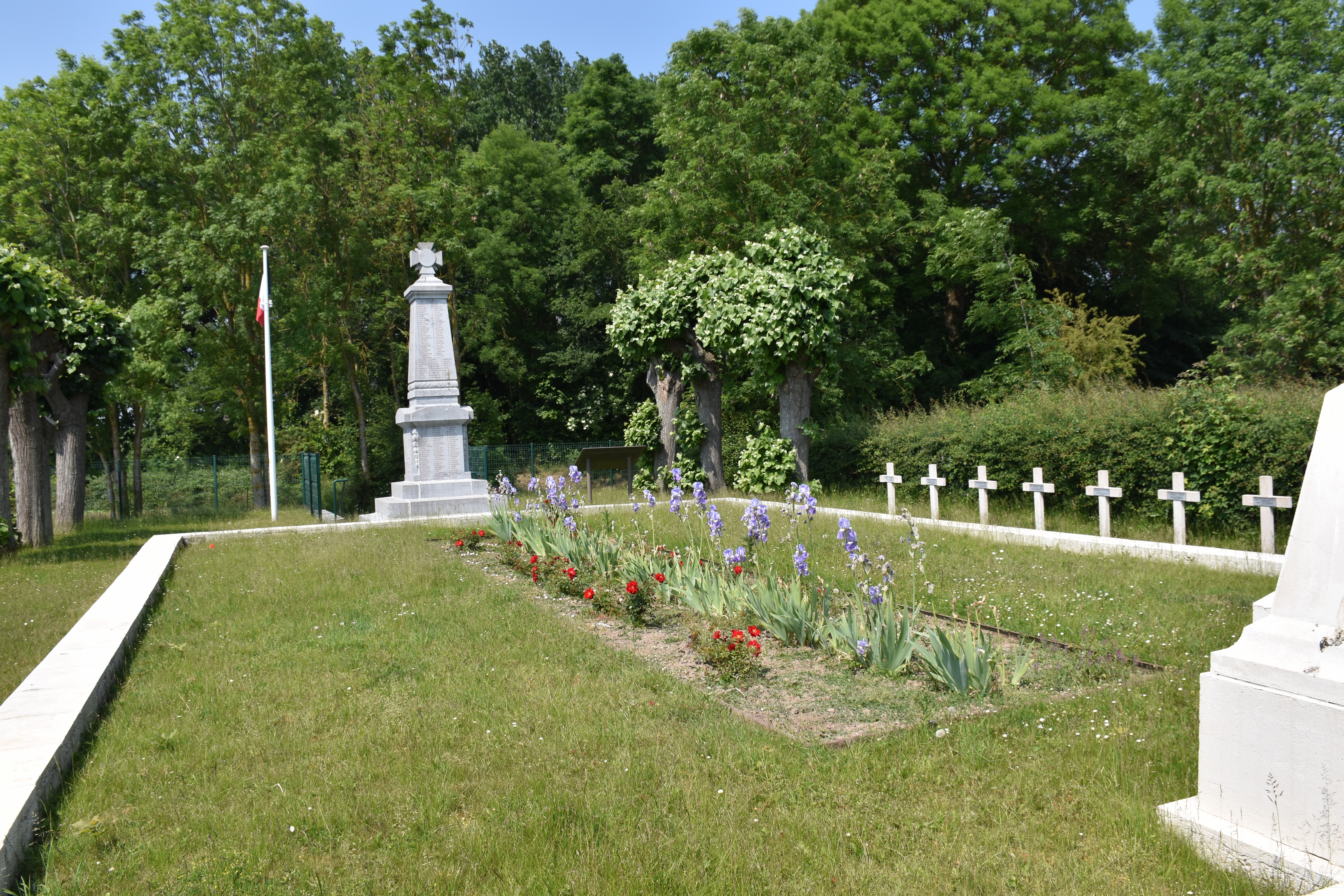
Französischer Nationalfriedhof
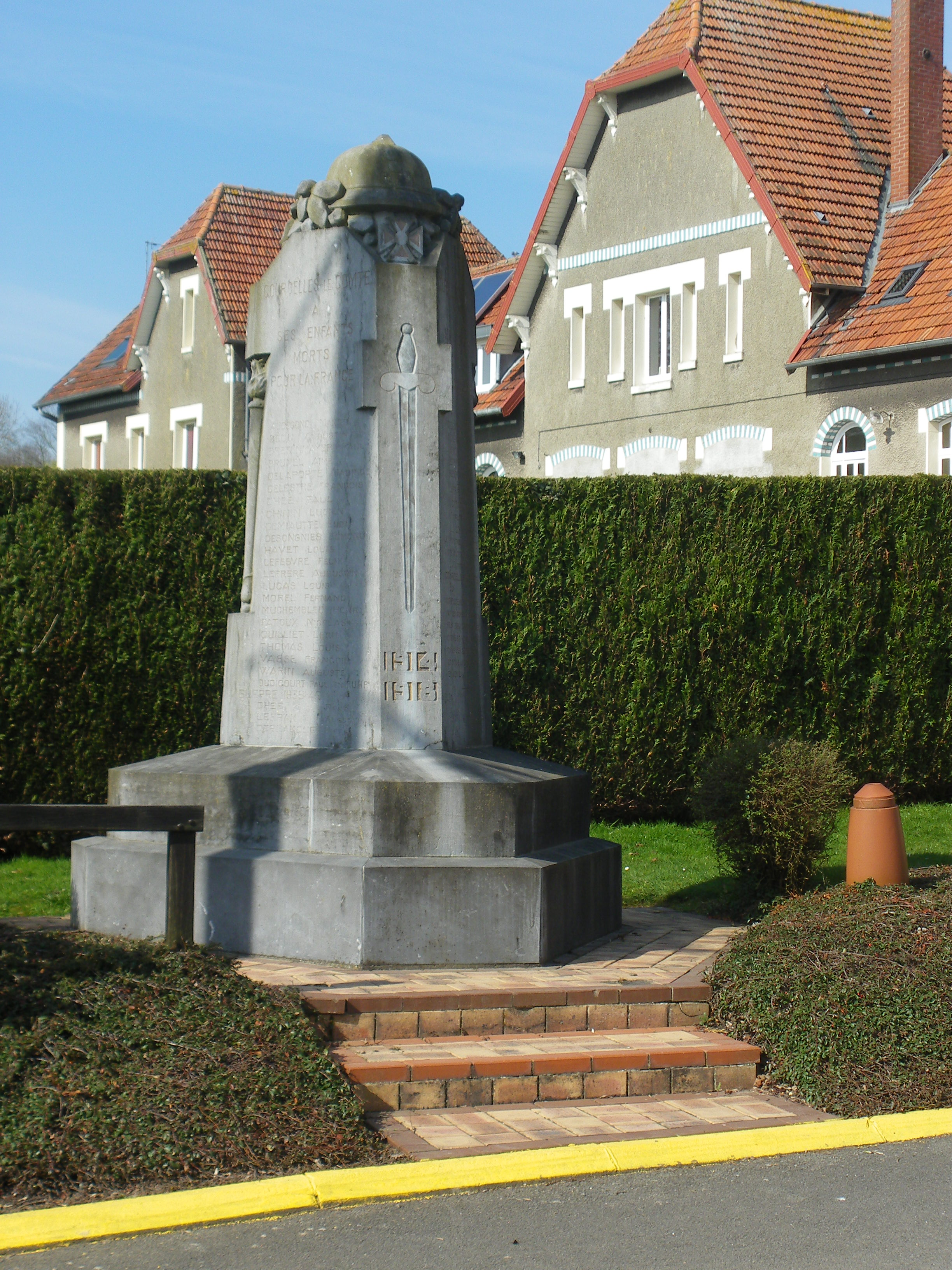
Gefallenendenkmal